# Cicadula limbata
Cicadula limbata är en insektsart som beskrevs av Franz Xaver Fieber 1885. Cicadula limbata ingår i släktet Cicadula och familjen dvärgstritar. Inga underarter finns listade i Catalogue of Life.